# Albox
Albox er en by og kommune i det sydøstlige Spanien i provinsen Almería. Den har et indbyggertal på 12.408 (2024) indbyggere.